# Sageraea elliptica
Sageraea elliptica (A.DC.) Hook.f. & Thomson – gatunek rośliny z rodziny flaszowcowatych (Annonaceae Juss.). Występuje naturalnie w Indiach (na Andamanach), Mjanmie, Tajlandii, Wietnamie oraz Indonezji. 

## Morfologia
PokrójZimozielone drzewo.
LiścieMają podłużny kształt. Mierzą 20–35 cm długości oraz 4,5 cm szerokości. Nasada liścia jest ostrokątna lub sercowata. Blaszka liściowa jest całobrzega o ostrym wierzchołku. Ogonek liściowy jest nagi i dorasta do 4 mm długości.
KwiatySą zebrane po 4–8 w pęczki, rozwijają się w kątach pędów lub bezpośrednio na pniach i gałęziach (kaulifloria). Mają czerwonawą barwę. Działki kielicha mają półokrągły kształt i dorastają do 4–5 mm długości. Płatki mają okrągły kształt i osiągają do 5–6 mm długości. Kwiaty mają 12–18 pręcików i 3 owłosione owocolistki o podłużnym kształcie i długości 2 mm.
OwoceRozłupnie o prawie kulistym kształcie, osiągają 25 mm średnicy, zebrane po 2–3 w owoc zbiorowy.

## Biologia i ekologia
Rośnie w wiecznie zielonych lasach. Kwitnie od lutego do marca, natomiast owoce dojrzewają od kwietnia do maja.